# Breakthrough Starshot

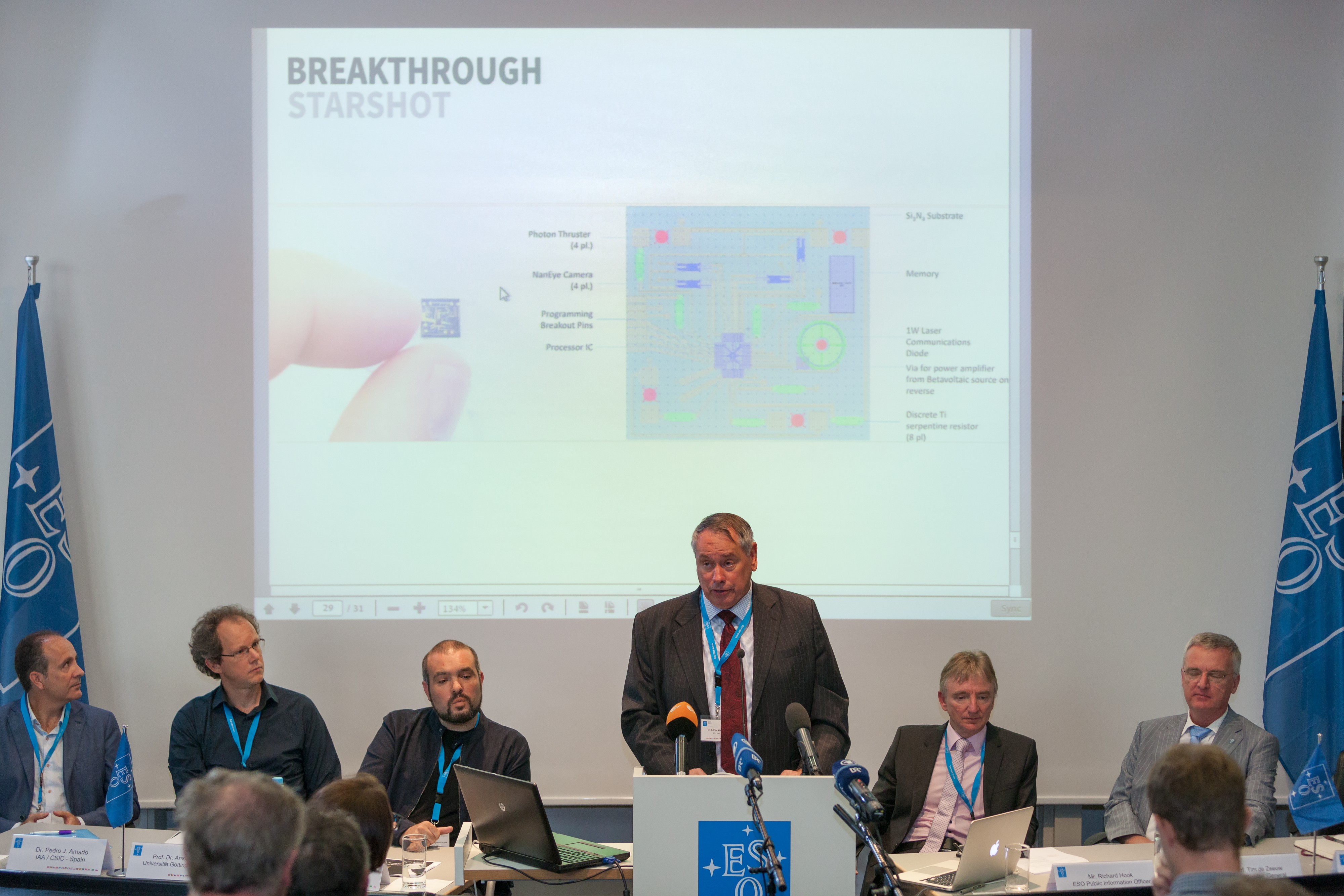
Em 24 de agosto de 2016, o ESO organizou uma conferência de imprensa para discutir o anúncio do exoplaneta Proxima b na sua sede na Alemanha. Nesta foto, Pete Worden fazendo um discurso.

Breakthrough Starshot é um projeto de pesquisa e engenharia das Iniciativas Breakthrough para desenvolver uma frota - prova de conceito - de sondas interestelares de vela leve chamada Starchip, para ser capaz de fazer a jornada para o sistema estelar Alpha Centauri a 4,37 anos-luz de distância. Foi fundada em 2016 por Yuri Milner, Stephen Hawking e Mark Zuckerberg.

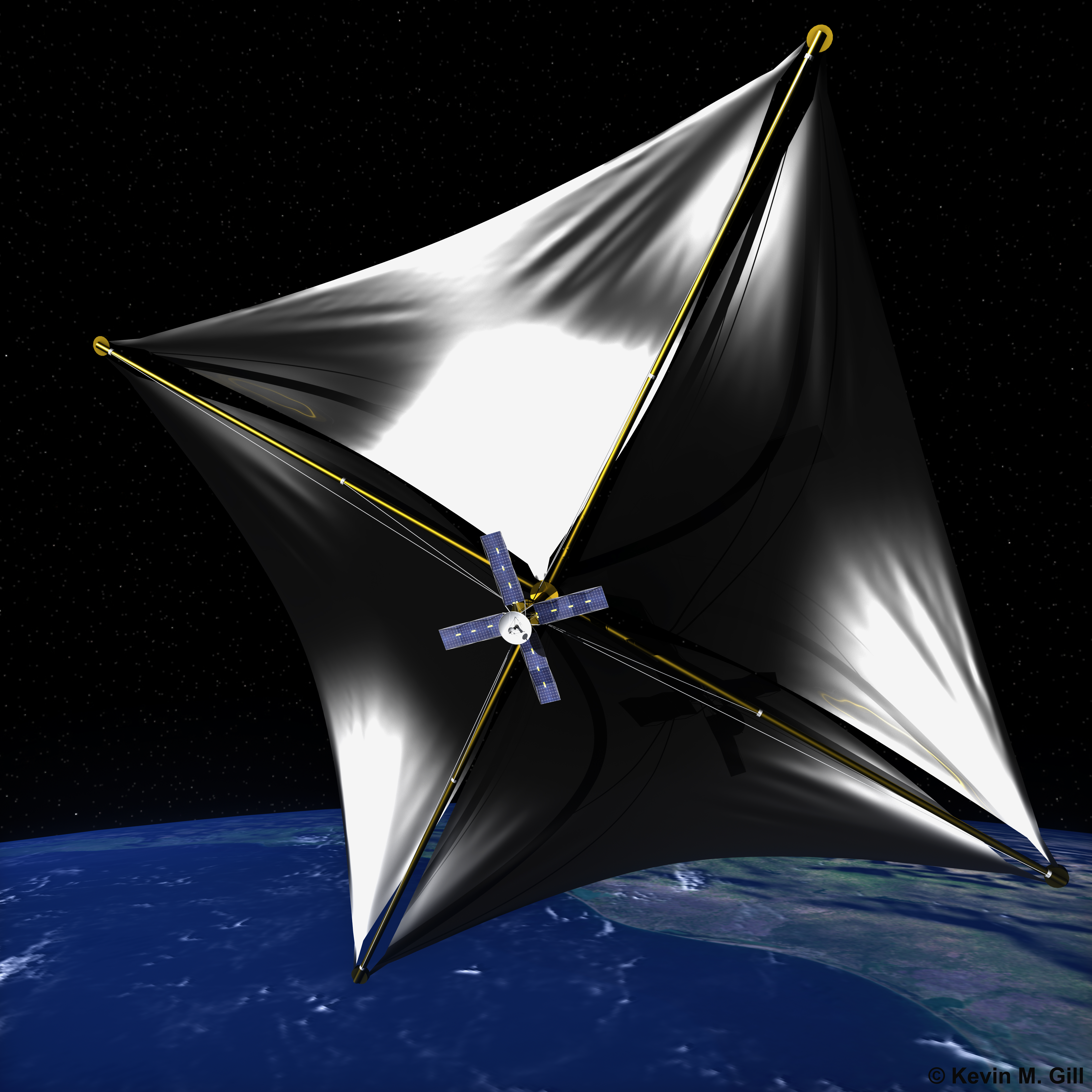
Um conceito de vela solar

Uma missão de sobrevoo foi proposta para Proxima Centauri b, um exoplaneta do tamanho da Terra na zona habitável de sua estrela hospedeira, Proxima Centauri, no sistema Alpha Centauri. A uma velocidade entre 15% e 20% da velocidade da luz, levaria entre vinte e trinta anos para completar a viagem, e aproximadamente quatro anos para que a nave enviasse o retorno da massagem para a Terra.
Os princípios conceituais para viabilizar este projeto de viagem interestelar foram descritos em "A Roadmap to Interstellar Flight", de Philip Lubin da UC Santa Barbara. O envio da espaçonave leve envolve uma matriz faseada de vários quilômetros de lasers direcionáveis por feixe com uma saída de potência coerente combinada de até 100 GW.